# Комена
Комена (рум. Comăna) — комуна у повіті Брашов в Румунії. До складу комуни входять такі села (дані про населення за 2002 рік):
- Комена-де-Жос (986 осіб) — адміністративний центр комуни
- Комена-де-Сус (373 особи)
- Кріхалма (721 особа)
- Тікушу-Ноу (555 осіб)

Комуна розташована на відстані 177 км на північ від Бухареста, 41 км на північний захід від Брашова.

## Населення
За даними перепису населення 2002 року у комуні проживали 2635 осіб.
Національний склад населення комуни:
| Національність | Кількість осіб | Відсоток |
| -------------- | -------------- | -------- |
| румуни         | 2005           | 76,1%    |
| цигани         | 616            | 23,4%    |
| угорці         | 11             | 0,4%     |
| українці       | 1              | < 0,1%   |

Рідною мовою назвали:
| Мова       | Кількість осіб | Відсоток |
| ---------- | -------------- | -------- |
| румунська  | 2493           | 94,6%    |
| циганська  | 130            | 4,9%     |
| угорська   | 9              | 0,3%     |
| українська | 1              | < 0,1%   |

Склад населення комуни за віросповіданням:
| Релігія        | Кількість осіб | Відсоток |
| -------------- | -------------- | -------- |
| православні    | 2366           | 89,8%    |
| п'ятдесятники  | 119            | 4,5%     |
| греко-католики | 114            | 4,3%     |
| адвентисти     | 18             | 0,7%     |
| старообрядці   | 10             | 0,4%     |
| римо-католики  | 3              | 0,1%     |
| реформати      | 1              | < 0,1%   |
| унітарії       | 1              | < 0,1%   |
| атеїсти        | 1              | < 0,1%   |

## Зовнішні посилання
- Дані про комуну Комена на сайті Ghidul Primăriilor [Архівовано 15 Травня 2012 у Wayback Machine.]